# Ligue professionnelle masculine de hockey sur gazon 2023-2024
Navigation
Saison 4 Saison 6
La Ligue professionnelle masculine de hockey sur gazon 2023-2024 sera la cinquième saison de la Ligue professionnelle masculine de hockey sur gazon, un championnat de hockey sur gazon pour les équipes nationales masculines. Le tournoi débutera le 6 décembre 2023 et se terminera le 30 juin 2024.

## Équipes qualifiées
Les neuf équipes qui participent à la compétition sont reparties sur base de leurs performances de leur tournoi respectif de la saison dernière à savoir la saison 2022-2023,.
| Compétition                     | Dates                            | Lieu          | Quotas | Qualifiés                                                                    |
| ------------------------------- | -------------------------------- | ------------- | ------ | ---------------------------------------------------------------------------- |
| Ligue professionnelle 2022-2023 | 28 octobre 2022 - 5 juillet 2023 | Divers        | 8      | Argentine Australie Belgique Allemagne Grande-Bretagne Inde Pays-Bas Espagne |
| Coupe des nations 2022          | 28 novembre - 4 décembre 2022    | Potchefstroom | 0      | Afrique du Sud,.                                                             |
| Réallocation                    | 14 février 2024                  | NC            | 1      | Irlande                                                                      |
| Total                           | Total                            | Total         | 9      |                                                                              |

## Format

### Compétition
Depuis la saison 2022-2023, l'objectif du format de la compétition est de réduire le nombre de déplacements ainsi que le nombre de disponibilités de joueurs qui laissent une place pour les championnats nationaux avec des mini-tournois réunissant plusieurs équipes pour jouer les unes contre les autres, ainsi qu'un système de promotion/relégation entre le dernier de la Ligue professionnelle et le vainqueur de la Coupe des nations.
Neuf équipes s'affrontent seize fois chacun en un seul groupe, l'équipe gagnante marque trois points, un point pour les deux équipes en cas de partage, un point bonus pour l'équipe gagnante aux tirs au but après partage en temps réglementaire, et l'équipe perdante n'en marque aucun. À l'issue de la saison, l'équipe qui termine neuvième et dernière du classement général sera reléguée à la Coupe des nations 2024-2025.

### Coupe du monde 2026
Sur les neuf équipes de la compétition, sept d'entre elles concourent pour une place directe à la Coupe du monde 2026. Le format de la phase de ligue est celui d'un tournoi toutes rondes : chaque équipe joue deux matchs contre les huit autres équipes du même groupe. À l'issue de la phase de ligue, l'équipe la mieux classée de la compétition se qualifie directement pour la Coupe du monde 2026.
Le calendrier des matchs a été dévoilé le 20 juillet 2023,.

### Critères de départage
En cas d'égalité de points entre plusieurs équipes, les critères suivants sont appliqués dans l'ordre indiqué pour établir leur classement:
1. Plus grand nombre de victoires,
2. Meilleure différence de buts,
3. Plus grand nombre de buts marqués,
4. Plus grand nombre de points marqués entre les équipes concernées,
5. Plus grand nombre de buts marqués de plein jeu.

## Lieux de réception
Le 28 avril 2023, la Fédération internationale de hockey a désigné les sept lieux de réception pour la cinquième saison de la compétition,.
| \| Santiago del Estero Anvers Londres Bhubaneswar Rourkela Utrecht Amsterdam Légende : · Argentine · Belgique · Angleterre · Inde · Pays-Bas \| Villes hôtes de la FIH Pro League 2023-2024 |
| Santiago del Estero Anvers Londres Bhubaneswar Rourkela Utrecht Amsterdam Légende : · Argentine · Belgique · Angleterre · Inde · Pays-Bas                                                   |

| Santiago del Estero Anvers Londres Bhubaneswar Rourkela Utrecht Amsterdam Légende : · Argentine · Belgique · Angleterre · Inde · Pays-Bas |

## Phase de ligue

### Classement
| Rang               | Équipe          | J  | V  | N | SO | P  | BP | BC | +/- | Pts | Classement mondial FIH | Classement mondial FIH | Classement mondial FIH |
| Rang               | Équipe          | J  | V  | N | SO | P  | BP | BC | +/- | Pts | Avant                  | Après                  | +/-                    |
| ------------------ | --------------- | -- | -- | - | -- | -- | -- | -- | --- | --- | ---------------------- | ---------------------- | ---------------------- |
| Médaille d'or      | Australie       | 16 | 10 | 3 | 1  | 3  | 56 | 41 | +15 | 34  | 6                      | 4                      | +2                     |
| Médaille d'argent  | Pays-Bas T      | 16 | 8  | 5 | 2  | 3  | 45 | 32 | +13 | 31  | 1                      | 1                      | 0                      |
| Médaille de bronze | Grande-Bretagne | 16 | 9  | 2 | 0  | 5  | 37 | 28 | +9  | 29  | 4                      | 2                      | +2                     |
| 4                  | Argentine       | 16 | 7  | 5 | 3  | 4  | 39 | 35 | +4  | 29  | 7                      | 6                      | +1                     |
| 5                  | Belgique        | 16 | 7  | 2 | 2  | 7  | 41 | 39 | +2  | 25  | 2                      | 3                      | -1                     |
| 6                  | Allemagne       | 16 | 5  | 6 | 4  | 5  | 33 | 29 | +4  | 25  | 5                      | 5                      | 0                      |
| 7                  | Inde            | 16 | 5  | 6 | 3  | 5  | 38 | 35 | +3  | 24  | 3                      | 7                      | -4                     |
| 8                  | Espagne         | 16 | 4  | 1 | 0  | 11 | 36 | 43 | -7  | 13  | 8                      | 8                      | 0                      |
| 9                  | Irlande P       | 16 | 2  | 0 | 0  | 14 | 16 | 59 | -43 | 6   | 13                     | 11                     | +2                     |

|  | Nation qualifiée pour la Coupe du monde 2026     |
|  | Nation reléguée à la Coupe des nations 2024-2025 |

1. 1 2  La Belgique et les Pays-Bas sont directement qualifiés pour la Coupe du monde 2026 en tant que pays organisateurs.

### Rencontres
| Match 1               | Argentine                 | 2 - 1   | Grande-Bretagne | Santiago del Estero Hockey Club, Santiago del Estero                           |                                                                                |
| 6 décembre 2023 21h30 | Mazzilli 11e · Domene 41e | (1 - 0) | 60e Ward        | Arbitrage : Germán Montes de Oca Gabriel Labate Arbitre vidéo : Federico Silva | Arbitrage : Germán Montes de Oca Gabriel Labate Arbitre vidéo : Federico Silva |
| 6 décembre 2023 21h30 | Rapport                   |         |                 | Arbitrage : Germán Montes de Oca Gabriel Labate Arbitre vidéo : Federico Silva | Arbitrage : Germán Montes de Oca Gabriel Labate Arbitre vidéo : Federico Silva |

| Match 2               | Grande-Bretagne                | 3 - 2   | Pays-Bas                | Santiago del Estero Hockey Club, Santiago del Estero                     |                                                                          |
| 7 décembre 2023 21h30 | Walker 15e, 55e · Bandurak 28e | (2 - 1) | 17e Croon · 32e Janssen | Arbitrage : Federico Silva Ayanna McClean Arbitre vidéo : Gabriel Labate | Arbitrage : Federico Silva Ayanna McClean Arbitre vidéo : Gabriel Labate |
| 7 décembre 2023 21h30 | Rapport                        |         |                         | Arbitrage : Federico Silva Ayanna McClean Arbitre vidéo : Gabriel Labate | Arbitrage : Federico Silva Ayanna McClean Arbitre vidéo : Gabriel Labate |

| Match 3               | Argentine | 0 - 3   | Pays-Bas                                       | Santiago del Estero Hockey Club, Santiago del Estero                           |                                                                                |
| 8 décembre 2023 21h30 |           | (0 - 1) | 12e Pieters · 32e T. Brinkman · 55e T. Reyenga | Arbitrage : Germán Montes de Oca Federico Silva Arbitre vidéo : Ayanna McClean | Arbitrage : Germán Montes de Oca Federico Silva Arbitre vidéo : Ayanna McClean |
| 8 décembre 2023 21h30 | Rapport   |         |                                                | Arbitrage : Germán Montes de Oca Federico Silva Arbitre vidéo : Ayanna McClean | Arbitrage : Germán Montes de Oca Federico Silva Arbitre vidéo : Ayanna McClean |

| Match 4               | Argentine                           | 1 - 1             | Grande-Bretagne           | Santiago del Estero Hockey Club, Santiago del Estero                           |                                                                                |
| 9 décembre 2023 21h30 | Martínez 24e                        | (1 - 1)           | 12e Draper                | Arbitrage : Gabriel Labate Federico Silva Arbitre vidéo : Germán Montes de Oca | Arbitrage : Gabriel Labate Federico Silva Arbitre vidéo : Germán Montes de Oca |
| 9 décembre 2023 21h30 | Rapport                             |                   |                           | Arbitrage : Gabriel Labate Federico Silva Arbitre vidéo : Germán Montes de Oca | Arbitrage : Gabriel Labate Federico Silva Arbitre vidéo : Germán Montes de Oca |
| 9 décembre 2023 21h30 | Keenan · Domene · Casella · Martins | Tirs au but 4 - 1 | Albery · Wallace · Morton | Arbitrage : Gabriel Labate Federico Silva Arbitre vidéo : Germán Montes de Oca | Arbitrage : Gabriel Labate Federico Silva Arbitre vidéo : Germán Montes de Oca |

| Match 5                | Pays-Bas                 | 2 - 1   | Grande-Bretagne | Santiago del Estero Hockey Club, Santiago del Estero                      |                                                                           |
| 10 décembre 2023 21h30 | Pieters 41e · Troost 60e | (0 - 0) | 47e Ward        | Arbitrage : Gabriel Labate Irene Presenqui Arbitre vidéo : Federico Silva | Arbitrage : Gabriel Labate Irene Presenqui Arbitre vidéo : Federico Silva |
| 10 décembre 2023 21h30 | Rapport                  |         |                 | Arbitrage : Gabriel Labate Irene Presenqui Arbitre vidéo : Federico Silva | Arbitrage : Gabriel Labate Irene Presenqui Arbitre vidéo : Federico Silva |

| Match 6                | Argentine | 3 - 3             | Pays-Bas | Santiago del Estero Hockey Club, Santiago del Estero                            |                                                                                 |
| 11 décembre 2023 21h30 | Casella 18e · Della Torre 37e · Domene 60e                                                                                       | (1 - 0)           | 35e Van Heijningen · 51e T. Brinkman · 56e J. Brinkman                                                                      | Arbitrage : Germán Montes de Oca Gabriel Labate Arbitre vidéo : Irene Presenqui | Arbitrage : Germán Montes de Oca Gabriel Labate Arbitre vidéo : Irene Presenqui |
| 11 décembre 2023 21h30 | Rapport |                   | | Arbitrage : Germán Montes de Oca Gabriel Labate Arbitre vidéo : Irene Presenqui | Arbitrage : Germán Montes de Oca Gabriel Labate Arbitre vidéo : Irene Presenqui |
| 11 décembre 2023 21h30 | Keenan · Domene · L. Toscani · Martins · Martínez · ---- · L. Toscani · Martins · Domene · Martínez · Keenan · ---- · L. Toscani | Tirs au but 6 - 7 | Croon · Burkhardt · T. Brinkman · Pieters · Bijen · ---- · Croon · T. Brinkman · Pieters · Bijen · Burkhardt · ---- · Croon | Arbitrage : Germán Montes de Oca Gabriel Labate Arbitre vidéo : Irene Presenqui | Arbitrage : Germán Montes de Oca Gabriel Labate Arbitre vidéo : Irene Presenqui |

| Match 7               | Irlande  | 1 - 5   | Pays-Bas                                                            | Kalinga Stadium, Bhubaneswar                                      |                                                                   |
| 10 février 2024 17h30 | Cole 36e | (0 - 2) | 12e Hoedemakers · 21e Croon · 35e, 52e Janssen · 53e Van Heijningen | Arbitrage : Raghu Prasad James Unkles Arbitre vidéo : Zeke Newman | Arbitrage : Raghu Prasad James Unkles Arbitre vidéo : Zeke Newman |
| 10 février 2024 17h30 | Rapport  |         |                                                                     | Arbitrage : Raghu Prasad James Unkles Arbitre vidéo : Zeke Newman | Arbitrage : Raghu Prasad James Unkles Arbitre vidéo : Zeke Newman |

| Match 8               | Inde                                         | 4 - 1   | Espagne      | Kalinga Stadium, Bhubaneswar                                          |                                                                       |
| 10 février 2024 19h30 | Harmanpreet 7e, 20e · Jugraj 24e · Lalit 50e | (3 - 0) | 34e Miralles | Arbitrage : Rawi Anbananthan Zeke Newman Arbitre vidéo : James Unkles | Arbitrage : Rawi Anbananthan Zeke Newman Arbitre vidéo : James Unkles |
| 10 février 2024 19h30 | Rapport                                      |         |              | Arbitrage : Rawi Anbananthan Zeke Newman Arbitre vidéo : James Unkles | Arbitrage : Rawi Anbananthan Zeke Newman Arbitre vidéo : James Unkles |

| Match 9               | Espagne                                         | 3 - 4   | Australie                                | Kalinga Stadium, Bhubaneswar                                           |                                                                        |
| 11 février 2024 17h30 | Miralles 29e · Álvarez 36e · Cabré-Verdiell 37e | (1 - 3) | 9e, 52e Sharp · 19e Whetton · 25e Govers | Arbitrage : Raghu Prasad Liu Xiaoying Arbitre vidéo : Rawi Anbananthan | Arbitrage : Raghu Prasad Liu Xiaoying Arbitre vidéo : Rawi Anbananthan |
| 11 février 2024 17h30 | Rapport                                         |         |                                          | Arbitrage : Raghu Prasad Liu Xiaoying Arbitre vidéo : Rawi Anbananthan | Arbitrage : Raghu Prasad Liu Xiaoying Arbitre vidéo : Rawi Anbananthan |

| Match 10              | Inde                                      | 2 - 2             | Pays-Bas                              | Kalinga Stadium, Bhubaneswar                                          |                                                                       |
| 11 février 2024 19h30 | Hardik 13e · Harmanpreet 58e              | (1 - 1)           | 30e Janssen · 39e Bijen               | Arbitrage : James Unkles Zeke Newman Arbitre vidéo : Rawi Anbananthan | Arbitrage : James Unkles Zeke Newman Arbitre vidéo : Rawi Anbananthan |
| 11 février 2024 19h30 | Rapport                                   |                   |                                       | Arbitrage : James Unkles Zeke Newman Arbitre vidéo : Rawi Anbananthan | Arbitrage : James Unkles Zeke Newman Arbitre vidéo : Rawi Anbananthan |
| 11 février 2024 19h30 | Harmanpreet · Sukhjeet · Lalit · Shamsher | Tirs au but 4 - 2 | Croon · T. Brinkman · De Geus · Bijen | Arbitrage : James Unkles Zeke Newman Arbitre vidéo : Rawi Anbananthan | Arbitrage : James Unkles Zeke Newman Arbitre vidéo : Rawi Anbananthan |

| Match 11              | Australie                                                 | 5 - 0   | Irlande | Kalinga Stadium, Bhubaneswar                                           |                                                                        |
| 13 février 2024 17h30 | Craig 17e · Hayward 22e · Willott 25e, 57e · Ephraums 43e | (3 - 0) |         | Arbitrage : Raghu Prasad Rawi Anbananthan Arbitre vidéo : Liu Xiaoying | Arbitrage : Raghu Prasad Rawi Anbananthan Arbitre vidéo : Liu Xiaoying |
| 13 février 2024 17h30 | Rapport                                                   |         |         | Arbitrage : Raghu Prasad Rawi Anbananthan Arbitre vidéo : Liu Xiaoying | Arbitrage : Raghu Prasad Rawi Anbananthan Arbitre vidéo : Liu Xiaoying |

| Match 12              | Pays-Bas                          | 3 - 0   | Espagne | Kalinga Stadium, Bhubaneswar                                      |                                                                   |
| 13 février 2024 19h30 | Janssen 15e, 51e · Telgenkamp 26e | (2 - 0) |         | Arbitrage : James Unkles Zeke Newman Arbitre vidéo : Raghu Prasad | Arbitrage : James Unkles Zeke Newman Arbitre vidéo : Raghu Prasad |
| 13 février 2024 19h30 | Rapport                           |         |         | Arbitrage : James Unkles Zeke Newman Arbitre vidéo : Raghu Prasad | Arbitrage : James Unkles Zeke Newman Arbitre vidéo : Raghu Prasad |

| Match 13              | Argentine                                       | 4 - 1   | Belgique           | Santiago del Estero Hockey Club, Santiago del Estero                  |                                                                       |
| 14 février 2024 19h00 | Keenan 15e, 59e · Casella 31e · Della Torre 49e | (1 - 0) | 48e T. Stockbroekx | Arbitrage : Sean Rapaport Tyler Klenk Arbitre vidéo : Benjamin Peters | Arbitrage : Sean Rapaport Tyler Klenk Arbitre vidéo : Benjamin Peters |
| 14 février 2024 19h00 | Rapport                                         |         |                    | Arbitrage : Sean Rapaport Tyler Klenk Arbitre vidéo : Benjamin Peters | Arbitrage : Sean Rapaport Tyler Klenk Arbitre vidéo : Benjamin Peters |

| Match 14              | Espagne                                      | 4 - 2   | Irlande               | Kalinga Stadium, Bhubaneswar                                          |                                                                       |
| 15 février 2024 17h30 | González 13e, 57e · Miralles 18e · Reyné 41e | (2 - 1) | 25e Nelson · 52e Cole | Arbitrage : Rawi Anbananthan James Unkles Arbitre vidéo : Zeke Newman | Arbitrage : Rawi Anbananthan James Unkles Arbitre vidéo : Zeke Newman |
| 15 février 2024 17h30 | Rapport                                      |         |                       | Arbitrage : Rawi Anbananthan James Unkles Arbitre vidéo : Zeke Newman | Arbitrage : Rawi Anbananthan James Unkles Arbitre vidéo : Zeke Newman |

| Match 16              | Belgique | 0 - 2   | Allemagne                 | Santiago del Estero Hockey Club, Santiago del Estero                  |                                                                       |
| 15 février 2024 19h00 |          | (0 - 2) | 19e Hellwig · 25e Mazkour | Arbitrage : Benjamin Peters Sean Rapaport Arbitre vidéo : Tyler Klenk | Arbitrage : Benjamin Peters Sean Rapaport Arbitre vidéo : Tyler Klenk |
| 15 février 2024 19h00 | Rapport  |         |                           | Arbitrage : Benjamin Peters Sean Rapaport Arbitre vidéo : Tyler Klenk | Arbitrage : Benjamin Peters Sean Rapaport Arbitre vidéo : Tyler Klenk |

| Match 15              | Inde                                              | 4 - 6   | Australie                                                           | Kalinga Stadium, Bhubaneswar                                      |                                                                   |
| 15 février 2024 19h30 | Harmanpreet 12e, 20e · Sukhjeet 18e · Mandeep 29e | (4 - 2) | (2x)2e Govers · 40e Zalewski · 52e Sharp · 55e Anderson · 58e Welch | Arbitrage : Raghu Prasad Zeke Newman Arbitre vidéo : Liu Xiaoying | Arbitrage : Raghu Prasad Zeke Newman Arbitre vidéo : Liu Xiaoying |
| 15 février 2024 19h30 | Rapport                                           |         |                                                                     | Arbitrage : Raghu Prasad Zeke Newman Arbitre vidéo : Liu Xiaoying | Arbitrage : Raghu Prasad Zeke Newman Arbitre vidéo : Liu Xiaoying |

| Match 17              | Pays-Bas                                     | 4 - 5   | Australie                                      | Kalinga Stadium, Bhubaneswar                                           |                                                                        |
| 16 février 2024 17h30 | Telgenkamp 6e · Bijen 12e, 20e · Janssen 56e | (3 - 0) | 33e, 53e Govers · 41e, 48e Hayward · 60e Brand | Arbitrage : Raghu Prasad Rawi Anbananthan Arbitre vidéo : Liu Xiaoying | Arbitrage : Raghu Prasad Rawi Anbananthan Arbitre vidéo : Liu Xiaoying |
| 16 février 2024 17h30 | Rapport                                      |         |                                                | Arbitrage : Raghu Prasad Rawi Anbananthan Arbitre vidéo : Liu Xiaoying | Arbitrage : Raghu Prasad Rawi Anbananthan Arbitre vidéo : Liu Xiaoying |

| Match 18              | Argentine                              | 1 - 1             | Allemagne                               | Santiago del Estero Hockey Club, Santiago del Estero                  |                                                                       |
| 16 février 2024 19h00 | Casella 60e                            | (0 - 0)           | 53e Hellwig                             | Arbitrage : Tyler Klenk Benjamin Peters Arbitre vidéo : Sean Rapaport | Arbitrage : Tyler Klenk Benjamin Peters Arbitre vidéo : Sean Rapaport |
| 16 février 2024 19h00 | Rapport                                |                   |                                         | Arbitrage : Tyler Klenk Benjamin Peters Arbitre vidéo : Sean Rapaport | Arbitrage : Tyler Klenk Benjamin Peters Arbitre vidéo : Sean Rapaport |
| 16 février 2024 19h00 | Keenan · Domene · L. Toscani · Casella | Tirs au but 3 - 1 | Wellen · M. Grambusch · Hellwig · Große | Arbitrage : Tyler Klenk Benjamin Peters Arbitre vidéo : Sean Rapaport | Arbitrage : Tyler Klenk Benjamin Peters Arbitre vidéo : Sean Rapaport |

| Match 19              | Inde        | 1 - 0   | Irlande | Kalinga Stadium, Bhubaneswar                                      |                                                                   |
| 16 février 2024 19h30 | Gurjant 60e | (0 - 0) |         | Arbitrage : Liu Xiaoying Zeke Newman Arbitre vidéo : James Unkles | Arbitrage : Liu Xiaoying Zeke Newman Arbitre vidéo : James Unkles |
| 16 février 2024 19h30 | Rapport     |         |         | Arbitrage : Liu Xiaoying Zeke Newman Arbitre vidéo : James Unkles | Arbitrage : Liu Xiaoying Zeke Newman Arbitre vidéo : James Unkles |

| Match 20              | Argentine                     | 3 - 4   | Belgique                                                   | Santiago del Estero Hockey Club, Santiago del Estero                  |                                                                       |
| 17 février 2024 19h00 | Domene 30e, 58e · Casella 47e | (1 - 2) | 9e Willems · 19e Duvekot · 36e Hellin · 47e T. Stockbroekx | Arbitrage : Sean Rapaport Benjamin Peters Arbitre vidéo : Tyler Klenk | Arbitrage : Sean Rapaport Benjamin Peters Arbitre vidéo : Tyler Klenk |
| 17 février 2024 19h00 | Rapport                       |         |                                                            | Arbitrage : Sean Rapaport Benjamin Peters Arbitre vidéo : Tyler Klenk | Arbitrage : Sean Rapaport Benjamin Peters Arbitre vidéo : Tyler Klenk |

| Match 21              | Allemagne                          | 3 - 2   | Belgique                  | Santiago del Estero Hockey Club, Santiago del Estero                      |                                                                           |
| 18 février 2024 19h00 | Weigand 7e, 25e · T. Grambusch 19e | (3 - 1) | 26e Wilbers · 42e Willems | Arbitrage : Irene Presenqui Benjamin Peters Arbitre vidéo : Sean Rapaport | Arbitrage : Irene Presenqui Benjamin Peters Arbitre vidéo : Sean Rapaport |
| 18 février 2024 19h00 | Rapport                            |         |                           | Arbitrage : Irene Presenqui Benjamin Peters Arbitre vidéo : Sean Rapaport | Arbitrage : Irene Presenqui Benjamin Peters Arbitre vidéo : Sean Rapaport |

| Match 22              | Irlande    | 1 - 2   | Pays-Bas         | Birsa Munda International Hockey Stadium, Rourkela                         |                                                                            |
| 19 février 2024 17h30 | Nelson 12e | (1 - 2) | 15e, 23e Janssen | Arbitrage : Martin Madden Kristy Robertson Arbitre vidéo : Junko Wagatsuma | Arbitrage : Martin Madden Kristy Robertson Arbitre vidéo : Junko Wagatsuma |
| 19 février 2024 17h30 | Rapport    |         |                  | Arbitrage : Martin Madden Kristy Robertson Arbitre vidéo : Junko Wagatsuma | Arbitrage : Martin Madden Kristy Robertson Arbitre vidéo : Junko Wagatsuma |

| Match 23              | Argentine                                              | 2 - 2             | Allemagne                                         | Santiago del Estero Hockey Club, Santiago del Estero                 |                                                                      |
| 19 février 2024 19h00 | Della Torre 3e · Domene 13e                            | (2 - 1)           | 27e Hartkopf · 34e Mazkour                        | Arbitrage : Sean Rapaport Tyler Klenk Arbitre vidéo : Victoria Pazos | Arbitrage : Sean Rapaport Tyler Klenk Arbitre vidéo : Victoria Pazos |
| 19 février 2024 19h00 | Rapport                                                |                   |                                                   | Arbitrage : Sean Rapaport Tyler Klenk Arbitre vidéo : Victoria Pazos | Arbitrage : Sean Rapaport Tyler Klenk Arbitre vidéo : Victoria Pazos |
| 19 février 2024 19h00 | Keenan · Della Torre · L. Toscani · Casella · Martínez | Tirs au but 4 - 3 | Wellen · Prinz · Mazkour · M. Grambusch · Hellwig | Arbitrage : Sean Rapaport Tyler Klenk Arbitre vidéo : Victoria Pazos | Arbitrage : Sean Rapaport Tyler Klenk Arbitre vidéo : Victoria Pazos |

| Match 24              | Inde                                                                                         | 2 - 2             | Espagne                                                                                   | Birsa Munda International Hockey Stadium, Rourkela                             |                                                                                |
| 19 février 2024 19h30 | Jarmanpreet 1e · Abhishek 35e                                                                | (1 - 2)           | 3e Basterra · 15e Lacalle                                                                 | Arbitrage : Gareth Greenfield David Tomlinson Arbitre vidéo : Kristy Robertson | Arbitrage : Gareth Greenfield David Tomlinson Arbitre vidéo : Kristy Robertson |
| 19 février 2024 19h30 | Rapport                                                                                      |                   |                                                                                           | Arbitrage : Gareth Greenfield David Tomlinson Arbitre vidéo : Kristy Robertson | Arbitrage : Gareth Greenfield David Tomlinson Arbitre vidéo : Kristy Robertson |
| 19 février 2024 19h30 | Harmanpreet · Sukhjeet · Lalit · Abhishek · Rajkumar · ---- · Harmanpreet · Sukhjeet · Lalit | Tirs au but 8 - 7 | Basterra · Miralles · Bonastre · Reyné · Recasens · ---- · Bonastre · Recasens · Miralles | Arbitrage : Gareth Greenfield David Tomlinson Arbitre vidéo : Kristy Robertson | Arbitrage : Gareth Greenfield David Tomlinson Arbitre vidéo : Kristy Robertson |

| Match 25              | Espagne | 1 - 4   | Australie                                          | Birsa Munda International Hockey Stadium, Rourkela                            |                                                                               |
| 21 février 2024 17h30 | Amat 2e | (1 - 3) | 4e Ogilvie · 8e Ephraums · 25e Hayward · 44e Brand | Arbitrage : Gareth Greenfield Junko Wagatsuma Arbitre vidéo : David Tomlinson | Arbitrage : Gareth Greenfield Junko Wagatsuma Arbitre vidéo : David Tomlinson |
| 21 février 2024 17h30 | Rapport |         |                                                    | Arbitrage : Gareth Greenfield Junko Wagatsuma Arbitre vidéo : David Tomlinson | Arbitrage : Gareth Greenfield Junko Wagatsuma Arbitre vidéo : David Tomlinson |

| Match 26              | Inde                                   | 1 - 1             | Pays-Bas                                            | Birsa Munda International Hockey Stadium, Rourkela                          |                                                                             |
| 21 février 2024 19h30 | Hardik 38e                             | (0 - 1)           | 4e Middendorp                                       | Arbitrage : David Tomlinson Martin Madden Arbitre vidéo : Gareth Greenfield | Arbitrage : David Tomlinson Martin Madden Arbitre vidéo : Gareth Greenfield |
| 21 février 2024 19h30 | Rapport                                |                   |                                                     | Arbitrage : David Tomlinson Martin Madden Arbitre vidéo : Gareth Greenfield | Arbitrage : David Tomlinson Martin Madden Arbitre vidéo : Gareth Greenfield |
| 21 février 2024 19h30 | Araijeet · Sukhjeet · Lalit · Shamsher | Tirs au but 2 - 4 | Croon · T. Brinkman · De Geus · Telgenkamp · De Mol | Arbitrage : David Tomlinson Martin Madden Arbitre vidéo : Gareth Greenfield | Arbitrage : David Tomlinson Martin Madden Arbitre vidéo : Gareth Greenfield |

| Match 27              | Irlande        | 1 - 4   | Australie                                  | Birsa Munda International Hockey Stadium, Rourkela                        |                                                                           |
| 22 février 2024 17h30 | O'Donoghue 44e | (0 - 0) | 33e, 52e Govers · 40e Ephraums · 56e Welch | Arbitrage : Junko Wagatsuma David Tomlinson Arbitre vidéo : Martin Madden | Arbitrage : Junko Wagatsuma David Tomlinson Arbitre vidéo : Martin Madden |
| 22 février 2024 17h30 | Rapport        |         |                                            | Arbitrage : Junko Wagatsuma David Tomlinson Arbitre vidéo : Martin Madden | Arbitrage : Junko Wagatsuma David Tomlinson Arbitre vidéo : Martin Madden |

| Match 28              | Pays-Bas                                        | 4 - 3   | Espagne                                        | Birsa Munda International Hockey Stadium, Rourkela                          |                                                                             |
| 22 février 2024 19h30 | Janssen 11e, 31e · T. Brinkman 22e · Jansen 34e | (2 - 1) | 2e Lacalle · 51e Cabré-Verdiell · 54e Basterra | Arbitrage : Martin Madden Gareth Greenfield Arbitre vidéo : David Tomlinson | Arbitrage : Martin Madden Gareth Greenfield Arbitre vidéo : David Tomlinson |
| 22 février 2024 19h30 | Rapport                                         |         |                                                | Arbitrage : Martin Madden Gareth Greenfield Arbitre vidéo : David Tomlinson | Arbitrage : Martin Madden Gareth Greenfield Arbitre vidéo : David Tomlinson |

| Match 29              | Espagne                                                                              | 7 - 0   | Irlande | Birsa Munda International Hockey Stadium, Rourkela                             |                                                                                |
| 24 février 2024 17h30 | Basterra 3e · Iglesias 14e, 31e, 50e · De Ignacio-Simó 35e · Lacalle 47e · Reyné 51e | (2 - 0) |         | Arbitrage : Kristy Robertson Gareth Greenfield Arbitre vidéo : Junko Wagatsuma | Arbitrage : Kristy Robertson Gareth Greenfield Arbitre vidéo : Junko Wagatsuma |
| 24 février 2024 17h30 | Rapport                                                                              |         |         | Arbitrage : Kristy Robertson Gareth Greenfield Arbitre vidéo : Junko Wagatsuma | Arbitrage : Kristy Robertson Gareth Greenfield Arbitre vidéo : Junko Wagatsuma |

| Match 30              | Inde                         | 2 - 2             | Australie                 | Birsa Munda International Hockey Stadium, Rourkela                          |                                                                             |
| 24 février 2024 19h30 | Harmanpreet 20e · Amit 29e   | (2 - 1)           | 23e Govers · 53e Craig    | Arbitrage : Martin Madden David Tomlinson Arbitre vidéo : Gareth Greenfield | Arbitrage : Martin Madden David Tomlinson Arbitre vidéo : Gareth Greenfield |
| 24 février 2024 19h30 | Rapport                      |                   |                           | Arbitrage : Martin Madden David Tomlinson Arbitre vidéo : Gareth Greenfield | Arbitrage : Martin Madden David Tomlinson Arbitre vidéo : Gareth Greenfield |
| 24 février 2024 19h30 | Akashdeep · Sukhjeet · Lalit | Tirs au but 0 - 3 | Brand · Ogilvie · Wickham | Arbitrage : Martin Madden David Tomlinson Arbitre vidéo : Gareth Greenfield | Arbitrage : Martin Madden David Tomlinson Arbitre vidéo : Gareth Greenfield |

| Match 31              | Australie                             | 3 - 5   | Pays-Bas                                                          | Birsa Munda International Hockey Stadium, Rourkela                          |                                                                             |
| 25 février 2024 17h30 | Anderson 6e · Brand 46e · Hayward 55e | (1 - 2) | 13e, 20e Telgenkamp · 35e Janssen · 42e Hoedemakers · 48e Pieters | Arbitrage : Martin Madden Gareth Greenfield Arbitre vidéo : David Tomlinson | Arbitrage : Martin Madden Gareth Greenfield Arbitre vidéo : David Tomlinson |
| 25 février 2024 17h30 | Rapport                               |         |                                                                   | Arbitrage : Martin Madden Gareth Greenfield Arbitre vidéo : David Tomlinson | Arbitrage : Martin Madden Gareth Greenfield Arbitre vidéo : David Tomlinson |

| Match 32              | Inde                                                     | 4 - 0   | Irlande | Birsa Munda International Hockey Stadium, Rourkela                           |                                                                              |
| 25 février 2024 19h30 | Nilakanta 14e · Akashdeep 15e · Gurjant 38e · Jugraj 60e | (2 - 0) |         | Arbitrage : David Tomlinson Kristy Robertson Arbitre vidéo : Junko Wagatsuma | Arbitrage : David Tomlinson Kristy Robertson Arbitre vidéo : Junko Wagatsuma |
| 25 février 2024 19h30 | Rapport                                                  |         |         | Arbitrage : David Tomlinson Kristy Robertson Arbitre vidéo : Junko Wagatsuma | Arbitrage : David Tomlinson Kristy Robertson Arbitre vidéo : Junko Wagatsuma |

| Match 33          | Inde                                                                                 | 2 - 2             | Argentine                                                                         | Wilrijkse Plein, Anvers                                               |                                                                       |
| 22 mai 2024 14h30 | Mandeep 11e · Lalit 55e                                                              | (1 - 1)           | 20e Martínez · 60e Domene                                                         | Arbitrage : Jonas van't Hek Sean Edwards Arbitre vidéo : Sarah Wilson | Arbitrage : Jonas van't Hek Sean Edwards Arbitre vidéo : Sarah Wilson |
| 22 mai 2024 14h30 | Rapport                                                                              |                   |                                                                                   | Arbitrage : Jonas van't Hek Sean Edwards Arbitre vidéo : Sarah Wilson | Arbitrage : Jonas van't Hek Sean Edwards Arbitre vidéo : Sarah Wilson |
| 22 mai 2024 14h30 | Harmanpreet · Sukhjeet · Lalit · Rajkumar · Abhishek · ---- · Harmanpreet · Sukhjeet | Tirs au but 5 - 4 | Casella · Capurro · L. Toscani · Martins · Martínez · ---- · Casella · L. Toscani | Arbitrage : Jonas van't Hek Sean Edwards Arbitre vidéo : Sarah Wilson | Arbitrage : Jonas van't Hek Sean Edwards Arbitre vidéo : Sarah Wilson |

| Match 34          | Belgique    | 1 - 2   | Irlande               | Wilrijkse Plein, Anvers                                                 |                                                                         |
| 22 mai 2024 19h00 | Hainaut 55e | (0 - 2) | 11e Nelson · 20e Cole | Arbitrage : Sarah Wilson Raphaël Adrien Arbitre vidéo : Jonas van't Hek | Arbitrage : Sarah Wilson Raphaël Adrien Arbitre vidéo : Jonas van't Hek |
| 22 mai 2024 19h00 | Rapport     |         |                       | Arbitrage : Sarah Wilson Raphaël Adrien Arbitre vidéo : Jonas van't Hek | Arbitrage : Sarah Wilson Raphaël Adrien Arbitre vidéo : Jonas van't Hek |

| Match 35          | Argentine                       | 3 - 1   | Irlande     | Wilrijkse Plein, Anvers                                               |                                                                       |
| 23 mai 2024 16h30 | Martínez 30e, 41e · Capurro 47e | (1 - 0) | 51e Madeley | Arbitrage : Jonas van't Hek Ole Ingwersen Arbitre vidéo : Ben Göntgen | Arbitrage : Jonas van't Hek Ole Ingwersen Arbitre vidéo : Ben Göntgen |
| 23 mai 2024 16h30 | Rapport                         |         |             | Arbitrage : Jonas van't Hek Ole Ingwersen Arbitre vidéo : Ben Göntgen | Arbitrage : Jonas van't Hek Ole Ingwersen Arbitre vidéo : Ben Göntgen |

| Match 36          | Belgique                                        | 4 - 1   | Inde         | Wilrijkse Plein, Anvers                                              |                                                                      |
| 23 mai 2024 21h00 | Denayer 22e · Hendrickx 34e, 60e · Charlier 49e | (1 - 0) | 55e Abhishek | Arbitrage : Ben Göntgen Sean Edwards Arbitre vidéo : Jonas van't Hek | Arbitrage : Ben Göntgen Sean Edwards Arbitre vidéo : Jonas van't Hek |
| 23 mai 2024 21h00 | Rapport                                         |         |              | Arbitrage : Ben Göntgen Sean Edwards Arbitre vidéo : Jonas van't Hek | Arbitrage : Ben Göntgen Sean Edwards Arbitre vidéo : Jonas van't Hek |

| Match 37          | Belgique                                    | 2 - 2             | Inde                                 | Wilrijkse Plein, Anvers                                               |                                                                       |
| 25 mai 2024 16h15 | Denayer 30e · Van Aubel 50e                 | (1 - 1)           | 11e Hundal · 59e Sukhjeet            | Arbitrage : Jonas van't Hek Sean Edwards Arbitre vidéo : Alison Keogh | Arbitrage : Jonas van't Hek Sean Edwards Arbitre vidéo : Alison Keogh |
| 25 mai 2024 16h15 | Rapport                                     |                   |                                      | Arbitrage : Jonas van't Hek Sean Edwards Arbitre vidéo : Alison Keogh | Arbitrage : Jonas van't Hek Sean Edwards Arbitre vidéo : Alison Keogh |
| 25 mai 2024 16h15 | Boccard · De Sloover · Van Aubel · Ghislain | Tirs au but 3 - 1 | Hundal · Sukhjeet · Abhishek · Vivek | Arbitrage : Jonas van't Hek Sean Edwards Arbitre vidéo : Alison Keogh | Arbitrage : Jonas van't Hek Sean Edwards Arbitre vidéo : Alison Keogh |

| Match 38          | Irlande                         | 3 - 4   | Argentine                                         | Wilrijkse Plein, Anvers                                                    |                                                                            |
| 25 mai 2024 18h30 | Madeley 14e, 20e · A. Empey 40e | (2 - 2) | 19e Capurro · 28e Domene · 39e Keenan · 53e Habif | Arbitrage : Ben Göntgen Annelize Rostron Arbitre vidéo : Kamile Mockaityté | Arbitrage : Ben Göntgen Annelize Rostron Arbitre vidéo : Kamile Mockaityté |
| 25 mai 2024 18h30 | Rapport                         |         |                                                   | Arbitrage : Ben Göntgen Annelize Rostron Arbitre vidéo : Kamile Mockaityté | Arbitrage : Ben Göntgen Annelize Rostron Arbitre vidéo : Kamile Mockaityté |

| Match 39          | Belgique | 1 - 4   | Irlande                                    | Wilrijkse Plein, Anvers                                                |                                                                        |
| 26 mai 2024 17h15 | Kina 9e  | (1 - 1) | 17e, 31e Johnson · 45e Duncan · 55e Walker | Arbitrage : Sarah Wilson Sean Edwards Arbitre vidéo : Annelize Rostron | Arbitrage : Sarah Wilson Sean Edwards Arbitre vidéo : Annelize Rostron |
| 26 mai 2024 17h15 | Rapport  |         |                                            | Arbitrage : Sarah Wilson Sean Edwards Arbitre vidéo : Annelize Rostron | Arbitrage : Sarah Wilson Sean Edwards Arbitre vidéo : Annelize Rostron |

| Match 40          | Argentine                                           | 4 - 5   | Inde                                                | Wilrijkse Plein, Anvers                                             |                                                                     |
| 26 mai 2024 19h30 | Monja 3e · Keenan 24e · Marcucci 54e · Martínez 57e | (2 - 3) | 7e Hundal · 18e Gurjant · 28e, 50e, 52e Harmanpreet | Arbitrage : Ben Göntgen Raphaël Adrien Arbitre vidéo : Alison Keogh | Arbitrage : Ben Göntgen Raphaël Adrien Arbitre vidéo : Alison Keogh |
| 26 mai 2024 19h30 | Rapport                                             |         |                                                     | Arbitrage : Ben Göntgen Raphaël Adrien Arbitre vidéo : Alison Keogh | Arbitrage : Ben Göntgen Raphaël Adrien Arbitre vidéo : Alison Keogh |

| Match 41          | Espagne                          | 2 - 3   | Argentine                     | Wilrijkse Plein, Anvers                                                  |                                                                          |
| 29 mai 2024 14h00 | Fortuño 52e · Cabré-Verdiell 57e | (0 - 1) | 19e, 48e Casella · 59e Domene | Arbitrage : Jonas van't Hek Raphaël Adrien Arbitre vidéo : Ole Ingwersen | Arbitrage : Jonas van't Hek Raphaël Adrien Arbitre vidéo : Ole Ingwersen |
| 29 mai 2024 14h00 | Rapport                          |         |                               | Arbitrage : Jonas van't Hek Raphaël Adrien Arbitre vidéo : Ole Ingwersen | Arbitrage : Jonas van't Hek Raphaël Adrien Arbitre vidéo : Ole Ingwersen |

| Match 42          | Belgique                                                         | 5 - 1   | Australie | Wilrijkse Plein, Anvers                                            |                                                                    |
| 29 mai 2024 19h00 | Denayer 8e, 29e · Hendrickx 18e · Onana 36e · T. Stockbroekx 48e | (3 - 1) | 15e Sharp | Arbitrage : Ben Göntgen Ole Ingwersen Arbitre vidéo : Sean Edwards | Arbitrage : Ben Göntgen Ole Ingwersen Arbitre vidéo : Sean Edwards |
| 29 mai 2024 19h00 | Rapport                                                          |         |           | Arbitrage : Ben Göntgen Ole Ingwersen Arbitre vidéo : Sean Edwards | Arbitrage : Ben Göntgen Ole Ingwersen Arbitre vidéo : Sean Edwards |

| Match 43          | Australie | 1 - 2   | Argentine                        | Wilrijkse Plein, Anvers                                                 |                                                                         |
| 30 mai 2024 16h30 | Brand 7e  | (1 - 0) | 31e Della Torre · 40e L. Toscani | Arbitrage : Sean Edwards Raphaël Adrien Arbitre vidéo : Jonas van't Hek | Arbitrage : Sean Edwards Raphaël Adrien Arbitre vidéo : Jonas van't Hek |
| 30 mai 2024 16h30 | Rapport   |         |                                  | Arbitrage : Sean Edwards Raphaël Adrien Arbitre vidéo : Jonas van't Hek | Arbitrage : Sean Edwards Raphaël Adrien Arbitre vidéo : Jonas van't Hek |

| Match 44          | Belgique                                  | 3 - 2   | Espagne                   | Wilrijkse Plein, Anvers                                                 |                                                                         |
| 30 mai 2024 21h15 | Dohmen 41e · Luypaert 44e · Hendrickx 55e | (0 - 0) | 35e Pe. Cunill · 42e Sanz | Arbitrage : Jonas van't Hek Alison Keogh Arbitre vidéo : Raphaël Adrien | Arbitrage : Jonas van't Hek Alison Keogh Arbitre vidéo : Raphaël Adrien |
| 30 mai 2024 21h15 | Rapport                                   |         |                           | Arbitrage : Jonas van't Hek Alison Keogh Arbitre vidéo : Raphaël Adrien | Arbitrage : Jonas van't Hek Alison Keogh Arbitre vidéo : Raphaël Adrien |

| Match 45            | Allemagne | 0 - 3   | Inde                                         | Lee Valley Hockey & Tennis Centre, Londres                                |                                                                           |
| 1er juin 2024 10h00 |           | (0 - 1) | 16e Harmanpreet · 41e Sukhjeet · 44e Gurjant | Arbitrage : Coen van Bunge Ahmed Elsayed Arbitre vidéo : Laurine Delforge | Arbitrage : Coen van Bunge Ahmed Elsayed Arbitre vidéo : Laurine Delforge |
| 1er juin 2024 10h00 | Rapport   |         |                                              | Arbitrage : Coen van Bunge Ahmed Elsayed Arbitre vidéo : Laurine Delforge | Arbitrage : Coen van Bunge Ahmed Elsayed Arbitre vidéo : Laurine Delforge |

| Match 46            | Grande-Bretagne                                     | 5 - 1   | Irlande    | Lee Valley Hockey & Tennis Centre, Londres                                |                                                                           |
| 1er juin 2024 12h15 | Croft 12e · Roper 18e · Ward 27e, 34e · Furlong 58e | (3 - 1) | 20e Walker | Arbitrage : Sébastien Michielsen Michiel Otten Arbitre vidéo : Cookie Tan | Arbitrage : Sébastien Michielsen Michiel Otten Arbitre vidéo : Cookie Tan |
| 1er juin 2024 12h15 | Rapport                                             |         |            | Arbitrage : Sébastien Michielsen Michiel Otten Arbitre vidéo : Cookie Tan | Arbitrage : Sébastien Michielsen Michiel Otten Arbitre vidéo : Cookie Tan |

| Match 47            | Belgique                                               | 4 - 1   | Espagne     | Wilrijkse Plein, Anvers                                                   |                                                                           |
| 1er juin 2024 14h00 | Hendrickx 1e · Van Aubel 17e, 58e · T. Stockbroekx 23e | (3 - 0) | 55e Álvarez | Arbitrage : Jonas van't Hek Annelize Rostron Arbitre vidéo : Sean Edwards | Arbitrage : Jonas van't Hek Annelize Rostron Arbitre vidéo : Sean Edwards |
| 1er juin 2024 14h00 | Rapport                                                |         |             | Arbitrage : Jonas van't Hek Annelize Rostron Arbitre vidéo : Sean Edwards | Arbitrage : Jonas van't Hek Annelize Rostron Arbitre vidéo : Sean Edwards |

| Match 48            | Argentine                                | 3 - 4   | Australie                                         | Wilrijkse Plein, Anvers                                                |                                                                        |
| 1er juin 2024 18h30 | Mazzilli 11e · Tarazona 12e · Domene 53e | (2 - 1) | 3e Wickham · 49e Craig · 57e Hayward · 60e Govers | Arbitrage : Alison Keogh Sean Edwards Arbitre vidéo : Annelize Rostron | Arbitrage : Alison Keogh Sean Edwards Arbitre vidéo : Annelize Rostron |
| 1er juin 2024 18h30 | Rapport                                  |         |                                                   | Arbitrage : Alison Keogh Sean Edwards Arbitre vidéo : Annelize Rostron | Arbitrage : Alison Keogh Sean Edwards Arbitre vidéo : Annelize Rostron |

| Match 49          | Irlande | 0 - 7   | Allemagne                                                                     | Lee Valley Hockey & Tennis Centre, Londres                            |                                                                       |
| 2 juin 2024 10h00 |         | (0 - 3) | 17e Mazkour · 28e, 52e Hellwig · 29e, 32e Miltkau · 42e Herzbruch · 54e Prinz | Arbitrage : Martin Madden Laurine Delforge Arbitre vidéo : Cookie Tan | Arbitrage : Martin Madden Laurine Delforge Arbitre vidéo : Cookie Tan |
| 2 juin 2024 10h00 | Rapport |         |                                                                               | Arbitrage : Martin Madden Laurine Delforge Arbitre vidéo : Cookie Tan | Arbitrage : Martin Madden Laurine Delforge Arbitre vidéo : Cookie Tan |

| Match 50          | Grande-Bretagne               | 3 - 1   | Inde         | Lee Valley Hockey & Tennis Centre, Londres                                  |                                                                             |
| 2 juin 2024 12h15 | Bandurak 2e, 11e · Calnan 47e | (2 - 0) | 35e Abhishek | Arbitrage : Sébastien Michielsen Coen van Bunge Arbitre vidéo : Ivona Makar | Arbitrage : Sébastien Michielsen Coen van Bunge Arbitre vidéo : Ivona Makar |
| 2 juin 2024 12h15 | Rapport                       |         |              | Arbitrage : Sébastien Michielsen Coen van Bunge Arbitre vidéo : Ivona Makar | Arbitrage : Sébastien Michielsen Coen van Bunge Arbitre vidéo : Ivona Makar |

| Match 51          | Belgique                                                 | 4 - 4             | Australie                                           | Wilrijkse Plein, Anvers                                                     |                                                                             |
| 2 juin 2024 16h15 | Boon 13e · De Kerpel 42e · Hendrickx 43e · Van Aubel 58e | (1 - 3)           | 12e Govers · 14e Whetton · 19e Ephraums · 51e Sharp | Arbitrage : Jonas van't Hek Raphaël Adrien Arbitre vidéo : Annelize Rostron | Arbitrage : Jonas van't Hek Raphaël Adrien Arbitre vidéo : Annelize Rostron |
| 2 juin 2024 16h15 | Rapport                                                  |                   |                                                     | Arbitrage : Jonas van't Hek Raphaël Adrien Arbitre vidéo : Annelize Rostron | Arbitrage : Jonas van't Hek Raphaël Adrien Arbitre vidéo : Annelize Rostron |
| 2 juin 2024 16h15 | Boccard · Van Aubel · Wegnez · De Kerpel                 | Tirs au but 3 - 2 | Brand · Ogilvie · Govers · Sharp · Craig            | Arbitrage : Jonas van't Hek Raphaël Adrien Arbitre vidéo : Annelize Rostron | Arbitrage : Jonas van't Hek Raphaël Adrien Arbitre vidéo : Annelize Rostron |

| Match 52          | Espagne    | 1 - 2   | Argentine                     | Wilrijkse Plein, Anvers                                               |                                                                       |
| 2 juin 2024 20h45 | Curiel 52e | (0 - 1) | 20e Capurro · 41e Della Torre | Arbitrage : Sarah Wilson Sean Edwards Arbitre vidéo : Jonas van't Hek | Arbitrage : Sarah Wilson Sean Edwards Arbitre vidéo : Jonas van't Hek |
| 2 juin 2024 20h45 | Rapport    |         |                               | Arbitrage : Sarah Wilson Sean Edwards Arbitre vidéo : Jonas van't Hek | Arbitrage : Sarah Wilson Sean Edwards Arbitre vidéo : Jonas van't Hek |

| Match 53          | Grande-Bretagne                              | 4 - 1   | Espagne      | Lee Valley Hockey & Tennis Centre, Londres                             |                                                                        |
| 5 juin 2024 13h15 | Furlong 3e, 45e · Wallace 17e · Rushmere 27e | (3 - 0) | 52e Bonastre | Arbitrage : Michiel Otten Ahmed Elsayed Arbitre vidéo : Coen van Bunge | Arbitrage : Michiel Otten Ahmed Elsayed Arbitre vidéo : Coen van Bunge |
| 5 juin 2024 13h15 | Rapport                                      |         |              | Arbitrage : Michiel Otten Ahmed Elsayed Arbitre vidéo : Coen van Bunge | Arbitrage : Michiel Otten Ahmed Elsayed Arbitre vidéo : Coen van Bunge |

| Match 54          | Irlande | 0 - 3   | Allemagne                               | Lee Valley Hockey & Tennis Centre, Londres                                |                                                                           |
| 5 juin 2024 17h45 |         | (0 - 0) | 36e Herzbruch · 43e Peillat · 60e Prinz | Arbitrage : Martin Madden Sébastien Michielsen Arbitre vidéo : Cookie Tan | Arbitrage : Martin Madden Sébastien Michielsen Arbitre vidéo : Cookie Tan |
| 5 juin 2024 17h45 | Rapport |         |                                         | Arbitrage : Martin Madden Sébastien Michielsen Arbitre vidéo : Cookie Tan | Arbitrage : Martin Madden Sébastien Michielsen Arbitre vidéo : Cookie Tan |

| Match 55          | Allemagne | 0 - 3   | Espagne                | Lee Valley Hockey & Tennis Centre, Londres                           |                                                                      |
| 6 juin 2024 14h15 |           | (0 - 1) | 11e, 40e, 49e Basterra | Arbitrage : Coen van Bunge Michiel Otten Arbitre vidéo : Ivona Makar | Arbitrage : Coen van Bunge Michiel Otten Arbitre vidéo : Ivona Makar |
| 6 juin 2024 14h15 | Rapport   |         |                        | Arbitrage : Coen van Bunge Michiel Otten Arbitre vidéo : Ivona Makar | Arbitrage : Coen van Bunge Michiel Otten Arbitre vidéo : Ivona Makar |

| Match 56          | Grande-Bretagne           | 3 - 0   | Irlande | Lee Valley Hockey & Tennis Centre, Londres                             |                                                                        |
| 6 juin 2024 20h00 | Ward 12e, 22e · Roper 14e | (3 - 0) |         | Arbitrage : Laurine Delforge Ivona Makar Arbitre vidéo : Michiel Otten | Arbitrage : Laurine Delforge Ivona Makar Arbitre vidéo : Michiel Otten |
| 6 juin 2024 20h00 | Rapport                   |         |         | Arbitrage : Laurine Delforge Ivona Makar Arbitre vidéo : Michiel Otten | Arbitrage : Laurine Delforge Ivona Makar Arbitre vidéo : Michiel Otten |

| Match 57          | Grande-Bretagne          | 2 - 3   | Australie                     | Lee Valley Hockey & Tennis Centre, Londres                                       |                                                                                  |
| 8 juin 2024 14h30 | Furlong 7e · Wallace 15e | (2 - 2) | 11e, 40e Govers · 27e Wickham | Arbitrage : Coen van Bunge Laurine Delforge Arbitre vidéo : Sébastien Michielsen | Arbitrage : Coen van Bunge Laurine Delforge Arbitre vidéo : Sébastien Michielsen |
| 8 juin 2024 14h30 | Rapport                  |         |                               | Arbitrage : Coen van Bunge Laurine Delforge Arbitre vidéo : Sébastien Michielsen | Arbitrage : Coen van Bunge Laurine Delforge Arbitre vidéo : Sébastien Michielsen |

| Match 58          | Inde                           | 2 - 3   | Allemagne                  | Lee Valley Hockey & Tennis Centre, Londres                         |                                                                    |
| 8 juin 2024 17h15 | Harmanpreet 19e · Sukhjeet 48e | (1 - 2) | 2e, 33e Peillat · 10e Rühr | Arbitrage : Martin Madden Ahmed Elsayed Arbitre vidéo : Cookie Tan | Arbitrage : Martin Madden Ahmed Elsayed Arbitre vidéo : Cookie Tan |
| 8 juin 2024 17h15 | Rapport                        |         |                            | Arbitrage : Martin Madden Ahmed Elsayed Arbitre vidéo : Cookie Tan | Arbitrage : Martin Madden Ahmed Elsayed Arbitre vidéo : Cookie Tan |

| Match 59          | Grande-Bretagne                     | 3 - 2   | Inde                           | Lee Valley Hockey & Tennis Centre, Londres                               |                                                                          |
| 9 juin 2024 14h30 | Roper 1e · Waller 37e · Forsyth 50e | (1 - 1) | 19e Sukhjeet · 36e Harmanpreet | Arbitrage : Michiel Otten Ahmed Elsayed Arbitre vidéo : Laurine Delforge | Arbitrage : Michiel Otten Ahmed Elsayed Arbitre vidéo : Laurine Delforge |
| 9 juin 2024 14h30 | Rapport                             |         |                                | Arbitrage : Michiel Otten Ahmed Elsayed Arbitre vidéo : Laurine Delforge | Arbitrage : Michiel Otten Ahmed Elsayed Arbitre vidéo : Laurine Delforge |

| Match 60          | Australie                                                            | 2 - 2             | Allemagne                                                                     | Lee Valley Hockey & Tennis Centre, Londres                           |                                                                      |
| 9 juin 2024 17h15 | Craig 12e · Brand 44e                                                | (1 - 0)           | 33e Große · 35e Peillat                                                       | Arbitrage : Martin Madden Coen van Bunge Arbitre vidéo : Ivona Makar | Arbitrage : Martin Madden Coen van Bunge Arbitre vidéo : Ivona Makar |
| 9 juin 2024 17h15 | Rapport                                                              |                   |                                                                               | Arbitrage : Martin Madden Coen van Bunge Arbitre vidéo : Ivona Makar | Arbitrage : Martin Madden Coen van Bunge Arbitre vidéo : Ivona Makar |
| 9 juin 2024 17h15 | Brand · Ogilvie · Govers · Wickham · Harvie · ---- · Brand · Ogilvie | Tirs au but 4 - 5 | H. Müller · Struthoff · Prinz · Hartkopf · Weigand · ---- · Prinz · Struthoff | Arbitrage : Martin Madden Coen van Bunge Arbitre vidéo : Ivona Makar | Arbitrage : Martin Madden Coen van Bunge Arbitre vidéo : Ivona Makar |

| Match 61           | Grande-Bretagne              | 2 - 1   | Espagne      | Lee Valley Hockey & Tennis Centre, Londres                                    |                                                                               |
| 11 juin 2024 11h00 | Williamson 45e · Forsyth 50e | (0 - 0) | 49e Miralles | Arbitrage : Sébastien Michielsen Coen van Bunge Arbitre vidéo : Michiel Otten | Arbitrage : Sébastien Michielsen Coen van Bunge Arbitre vidéo : Michiel Otten |
| 11 juin 2024 11h00 | Rapport                      |         |              | Arbitrage : Sébastien Michielsen Coen van Bunge Arbitre vidéo : Michiel Otten | Arbitrage : Sébastien Michielsen Coen van Bunge Arbitre vidéo : Michiel Otten |

| Match 62           | Allemagne                | 2 - 3   | Australie                               | Lee Valley Hockey & Tennis Centre, Londres                                   |                                                                              |
| 11 juin 2024 15h30 | Ludwig 11e · Peillat 35e | (1 - 1) | 28e Whetton · 56e Howard · 58e Ockenden | Arbitrage : Martin Madden Ahmed Elsayed Arbitre vidéo : Sébastien Michielsen | Arbitrage : Martin Madden Ahmed Elsayed Arbitre vidéo : Sébastien Michielsen |
| 11 juin 2024 15h30 | Rapport                  |         |                                         | Arbitrage : Martin Madden Ahmed Elsayed Arbitre vidéo : Sébastien Michielsen | Arbitrage : Martin Madden Ahmed Elsayed Arbitre vidéo : Sébastien Michielsen |

| Match 63           | Allemagne                  | 2 - 4   | Espagne                                     | Lee Valley Hockey & Tennis Centre, Londres                                   |                                                                              |
| 12 juin 2024 12h00 | Peillat 19e · Hartkopf 58e | (1 - 2) | 9e Miralles · 28e, 48e Reyné · 40e Iglesias | Arbitrage : Martin Madden Sébastien Michielsen Arbitre vidéo : Michiel Otten | Arbitrage : Martin Madden Sébastien Michielsen Arbitre vidéo : Michiel Otten |
| 12 juin 2024 12h00 | Rapport                    |         |                                             | Arbitrage : Martin Madden Sébastien Michielsen Arbitre vidéo : Michiel Otten | Arbitrage : Martin Madden Sébastien Michielsen Arbitre vidéo : Michiel Otten |

| Match 64           | Grande-Bretagne | 1 - 5   | Australie                                             | Lee Valley Hockey & Tennis Centre, Londres                                    |                                                                               |
| 12 juin 2024 17h45 | Morton 2e       | (1 - 2) | 1e Whetton · 29e Welch · 35e, 51e Willott · 45e Craig | Arbitrage : Michiel Otten Coen van Bunge Arbitre vidéo : Sébastien Michielsen | Arbitrage : Michiel Otten Coen van Bunge Arbitre vidéo : Sébastien Michielsen |
| 12 juin 2024 17h45 | Rapport         |         |                                                       | Arbitrage : Michiel Otten Coen van Bunge Arbitre vidéo : Sébastien Michielsen | Arbitrage : Michiel Otten Coen van Bunge Arbitre vidéo : Sébastien Michielsen |

| Match 65           | Grande-Bretagne | 1 - 3   | Belgique                        | SV Kampong, Utrecht                                                    |                                                                        |
| 23 juin 2024 13h30 | Ansell 33e      | (0 - 2) | 17e Wegnez · 30e, 37e Hendrickx | Arbitrage : Jonas van't Hek Wanri Venter Arbitre vidéo : Ayden Shrives | Arbitrage : Jonas van't Hek Wanri Venter Arbitre vidéo : Ayden Shrives |
| 23 juin 2024 13h30 | Rapport         |         |                                 | Arbitrage : Jonas van't Hek Wanri Venter Arbitre vidéo : Ayden Shrives | Arbitrage : Jonas van't Hek Wanri Venter Arbitre vidéo : Ayden Shrives |

| Match 66           | Pays-Bas                                                                      | 2 - 2             | Allemagne                                                                | SV Kampong, Utrecht                                                       |                                                                           |
| 23 juin 2024 16h00 | Janssen 35e · Bijen 56e                                                       | (0 - 1)           | 14e Hellwig · 49e Weigand                                                | Arbitrage : Ayden Shrives Rachel Williams Arbitre vidéo : Hannah Harrison | Arbitrage : Ayden Shrives Rachel Williams Arbitre vidéo : Hannah Harrison |
| 23 juin 2024 16h00 | Rapport                                                                       |                   |                                                                          | Arbitrage : Ayden Shrives Rachel Williams Arbitre vidéo : Hannah Harrison | Arbitrage : Ayden Shrives Rachel Williams Arbitre vidéo : Hannah Harrison |
| 23 juin 2024 16h00 | Croon · T. Brinkman · De Geus · Van Dam · De Mol · ---- · Croon · T. Brinkman | Tirs au but 4 - 5 | Wellen · H. Müller · Große · Prinz · Weigand · ---- · Wellen · H. Müller | Arbitrage : Ayden Shrives Rachel Williams Arbitre vidéo : Hannah Harrison | Arbitrage : Ayden Shrives Rachel Williams Arbitre vidéo : Hannah Harrison |

| Match 67           | Allemagne | 0 - 1   | Grande-Bretagne | SV Kampong, Utrecht                                                    |                                                                        |
| 24 juin 2024 17h30 |           | (0 - 1) | 23e Wallace     | Arbitrage : Jonas van't Hek Ayden Shrives Arbitre vidéo : Wanri Venter | Arbitrage : Jonas van't Hek Ayden Shrives Arbitre vidéo : Wanri Venter |
| 24 juin 2024 17h30 | Rapport   |         |                 | Arbitrage : Jonas van't Hek Ayden Shrives Arbitre vidéo : Wanri Venter | Arbitrage : Jonas van't Hek Ayden Shrives Arbitre vidéo : Wanri Venter |

| Match 68           | Pays-Bas                                  | 3 - 1   | Belgique | SV Kampong, Utrecht                                                         |                                                                             |
| 25 juin 2024 20h00 | Janssen 41e · T. Reyenga 45e · De Mol 51e | (0 - 1) | 18e Boon | Arbitrage : Jonas van't Hek Rachel Williams Arbitre vidéo : Hannah Harrison | Arbitrage : Jonas van't Hek Rachel Williams Arbitre vidéo : Hannah Harrison |
| 25 juin 2024 20h00 | Rapport                                   |         |          | Arbitrage : Jonas van't Hek Rachel Williams Arbitre vidéo : Hannah Harrison | Arbitrage : Jonas van't Hek Rachel Williams Arbitre vidéo : Hannah Harrison |

| Match 69           | Grande-Bretagne            | 3 - 1   | Belgique      | Wagener Stadium, Amsterdam                                                |                                                                           |
| 27 juin 2024 16h30 | Wallace 3e · Ward 20e, 58e | (2 - 1) | 22e Hendrickx | Arbitrage : Coen van Bunge Wanri Venter Arbitre vidéo : Sophie Bockelmann | Arbitrage : Coen van Bunge Wanri Venter Arbitre vidéo : Sophie Bockelmann |
| 27 juin 2024 16h30 | Rapport                    |         |               | Arbitrage : Coen van Bunge Wanri Venter Arbitre vidéo : Sophie Bockelmann | Arbitrage : Coen van Bunge Wanri Venter Arbitre vidéo : Sophie Bockelmann |

| Match 70           | Pays-Bas                                   | 1 - 1             | Allemagne                         | Wagener Stadium, Amsterdam                                             |                                                                        |
| 27 juin 2024 19h00 | Janssen 25e                                | (1 - 0)           | 46e Wellen                        | Arbitrage : Rachel Williams Ayden Shrives Arbitre vidéo : Wanri Venter | Arbitrage : Rachel Williams Ayden Shrives Arbitre vidéo : Wanri Venter |
| 27 juin 2024 19h00 | Rapport                                    |                   |                                   | Arbitrage : Rachel Williams Ayden Shrives Arbitre vidéo : Wanri Venter | Arbitrage : Rachel Williams Ayden Shrives Arbitre vidéo : Wanri Venter |
| 27 juin 2024 19h00 | T. Brinkman · De Geus · Bijen · Telgenkamp | Tirs au but 1 - 3 | Wellen · Rühr · H. Müller · Prinz | Arbitrage : Rachel Williams Ayden Shrives Arbitre vidéo : Wanri Venter | Arbitrage : Rachel Williams Ayden Shrives Arbitre vidéo : Wanri Venter |

| Match 71           | Allemagne                                         | 3 - 3             | Grande-Bretagne                       | Wagener Stadium, Amsterdam                                            |                                                                       |
| 28 juin 2024 16h30 | Wellen 3e, 25e · Peillat 56e                      | (2 - 2)           | 15e Roper · 21e, 32e Ward             | Arbitrage : Coen van Bunge Wanri Venter Arbitre vidéo : Ayden Shrives | Arbitrage : Coen van Bunge Wanri Venter Arbitre vidéo : Ayden Shrives |
| 28 juin 2024 16h30 | Rapport                                           |                   |                                       | Arbitrage : Coen van Bunge Wanri Venter Arbitre vidéo : Ayden Shrives | Arbitrage : Coen van Bunge Wanri Venter Arbitre vidéo : Ayden Shrives |
| 28 juin 2024 16h30 | Wellen · H. Müller · M. Grambusch · Prinz · Große | Tirs au but 4 - 2 | Williamson · Wallace · Morton · Roper | Arbitrage : Coen van Bunge Wanri Venter Arbitre vidéo : Ayden Shrives | Arbitrage : Coen van Bunge Wanri Venter Arbitre vidéo : Ayden Shrives |

| Match 72           | Pays-Bas                           | 3 - 5   | Belgique                                                                     | Wagener Stadium, Amsterdam                                               |                                                                          |
| 30 juin 2024 15h00 | T. Brinkman 13e, 15e · Pieters 46e | (2 - 3) | 1e T. Stockbroekx · 12e De Kerpel · 27e Hendrickx · 39e Luypaert · 58e Onana | Arbitrage : Coen van Bunge Ayden Shrives Arbitre vidéo : Rachel Williams | Arbitrage : Coen van Bunge Ayden Shrives Arbitre vidéo : Rachel Williams |
| 30 juin 2024 15h00 | Rapport                            |         |                                                                              | Arbitrage : Coen van Bunge Ayden Shrives Arbitre vidéo : Rachel Williams | Arbitrage : Coen van Bunge Ayden Shrives Arbitre vidéo : Rachel Williams |

## Buteurs

### 12 buts
- Blake Govers

### 10 buts
- Alexander Hendrickx

### 9 buts
- Tomás Domene

### 6 buts
- Maico Casella
- Jeremy Hayward

### 5 buts
- Nicolás della Torre
- Lucas Martínez
- Tim Brand
- Tom Craig
- Lachlan Sharp
- Thibeau Stockbroekx

### 4 buts
- Nicolás Keenan
- Nathan Ephraums
- Jake Whetton
- Ky Willott
- Félix Denayer
- Florent van Aubel

### 3 buts
- Bautista Capurro
- Jack Welch

### 2 buts
- Agustín Mazzilli
- Jacob Anderson
- Tom Wickham
- Tom Boon
- Nicolas de Kerpel
- Loïck Luypaert
- Nelson Onana
- Tommy Willems

### 1 but
- Thomas Habif
- Tadeo Marcucci
- Federico Monja
- Santiago Tarazona
- Lucas Toscani
- Tim Howard
- Eddie Ockenden
- Flynn Ogilvie
- Aran Zalewski
- Cédric Charlier
- John-John Dohmen
- Roman Duvekot
- Guillermo Hainaut
- Guillaume Hellin
- Antoine Kina
- Victor Wegnez
- Jeremy Wilbers